# مارك تيكسيرا
مارك تيكسيرا (بالإنجليزية: Mark Teixeira)‏ هو لاعب كرة قاعدة أمريكي، ولد في 11 أبريل 1980 في أنابولس في الولايات المتحدة.

## وصلات خارجية
- مارك تيكسيرا على موقع دوري كرة القاعدة الرئيسي (الإنجليزية)
- مارك تيكسيرا على موقعبيزبول رفرنس.كوم (الدوري الرئيسي) (الإنجليزية)
- مارك تيكسيرا على موقعبيزبول رفرنس.كوم (الدوري الثانوي) (الإنجليزية)
- مارك تيكسيرا على موقع إي إس بي إن.كوم (أم.أل.بي) (الإنجليزية)
- مارك تيكسيرا على موقع مشجعي الرسوم البيانية (الإنجليزية)